# Bramantino

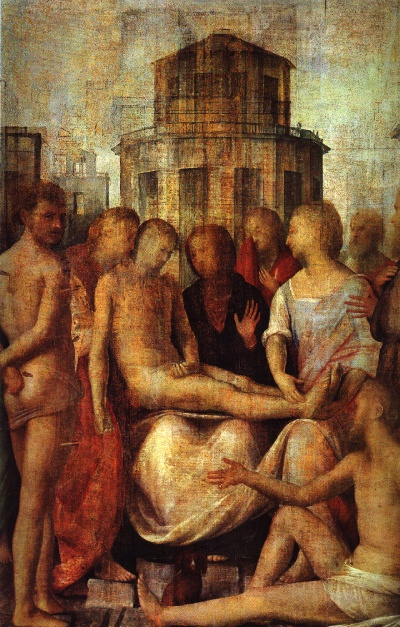
Pietà com São Sebastião e São Roque

Bartolomeo Suardi, mais conhecido como Bramantino (Milão, 1455 - Milão entre 2 de Janeiro e 11 de setembro de 1530) foi um pintor e arquiteto italiano. 

## Vida e obra
Nasceu em Milão mas sua biografia é pouco conhecida. Há uma menção a uma pessoa chamada Bramantino da Milano nas biografias de Piero della Francesca, Il Garofalo, Girolamo da Carpi e Jacopo Sansovino, escritas por Vasari. É provável que tenha sido aprendiz de Donato Bramante, que foi influenciado pela tradição de Urbino do immobile realism, em voga no Quattrocento. Em 1508, ele foi contratado por Roma. Donato Bramante ensinou Bramantino arquitetura, e o aluno assistido o mestre na execução do interior da igreja de de Santa Maria presso San Satiro, Milão.
Na pintura, ele executou um número retratos de personagens célebres para o Vaticano. Seus primeiros trabalhos mais conhecidos são a Natividade (1490, Brera) e um Ecce homo (cerca de 1495, Thyssen-Bornemisza Collection).Um dos seus trabalhos mais conhecidos é sombrio Adoração dos Magos (1495-1498), na Galeria Nacional de Londres. Além da impassível, emoção seca e classicismo, e simétrica lógica geométrica de pureza, esta figura é notável para o imaginativo em corte do edifício, revelando um cenário de montanhas fantasiosa. Donato ensinou a Bramante arquitetura, e assim pode ajudar seu mestre na construção da Igreja de Santa Maria presso San Satiro, em Milão. 
Em 1525, Bramantino foi nomeado arquiteto ao tribunal por Francesco II Sforza, e sua ajuda como engenheiro na defesa de Milão trouxe uma infinidade de prêmios.